# Anthospermum galioides
Anthospermum galioides är en måreväxtart som beskrevs av Heinrich Gottlieb Ludwig Reichenbach och Spreng.. Anthospermum galioides ingår i släktet Anthospermum och familjen måreväxter.

## Underarter
Arten delas in i följande underarter:
- A. g. galioides
- A. g. reflexifolium